# Potenzturm

x↑↑a für a = 2,3,4,5,6,7 und Grenzwerte für a gegen unendlich (grau)

In der Mathematik, insbesondere der Zahlentheorie, spricht man von einem Potenzturm, wenn der Exponent einer Potenz selbst als Potenz dargestellt wird. Dies kann sich dann wiederholen, indem auch der Exponent des Exponenten eine Potenz ist und so weiter, sodass sich die Basen zu einem Turm aufbauen, der vom (letzten) Exponenten abgeschlossen wird. Die Schreibweise wird üblicherweise für Zahlen verwendet, bei denen der Exponent in normaler Schreibweise zu groß wäre, z. B.:
{\displaystyle 2^{1.267.650.600.228.229.401.496.703.205.376}=2^{2^{100}}}
Je größer die Zahl wird, desto deutlicher wird der Vorteil dieser verkürzenden Schreibweise.
{\displaystyle 2^{2^{2^{2^{2^{2}}}}}=2^{2^{2^{2^{4}}}}=2^{2^{2^{16}}}=2^{2^{65.536}}}
Schon der Exponent dieser 2er-Potenz hätte, in Dezimalschreibweise notiert, 19.728 Stellen. Das Gesamtergebnis wäre damit kaum noch nutzbar oder verständlich.
Dabei gilt die Konvention, dass Potenztürme „von oben nach unten“ abgearbeitet werden, also mit der höchsten Potenz beginnend:
{\displaystyle 2^{3^{4}}} bedeutet daher {\displaystyle 2^{\left(3^{4}\right)}=2^{81}=2417851639229258349412352} und nicht {\displaystyle \left(2^{3}\right)^{4}=8^{4}=2^{12}=4096}.
Mit Hilfe dieser Schreibweise lassen sich sehr große Zahlen übersichtlich darstellen, die schnell jenseits jeder direkten Vorstellbarkeit liegen und die sich in absoluter Länge und als einfache Potenz nicht mehr oder nur umständlich darstellen lassen.
Dennoch gibt es Zahlen, die so groß sind, dass selbst diese Schreibweise nicht mehr ausreicht, um sie darzustellen. Wenn also ein Potenzturm zu viele Stufen hat, als dass man sie noch darstellen könnte, nutzt man alternative Schreibweisen wie den Hyper-Operator.

## Darstellung mit Folgen und unendliche Potenztürme
Ein endlicher Potenzturm der Form (siehe auch Pfeilschreibweise)
{\displaystyle {\begin{matrix}x\uparrow \uparrow n&=&\underbrace {x^{x^{{}^{.\,^{.\,^{.\,^{x}}}}}}} \\&&n{\mbox{ Kopien von }}x\end{matrix}}}
mit {\displaystyle x\in \mathbb {R} ^{\geq 0}} und {\displaystyle n\in \mathbb {N} } stimmt mit dem {\displaystyle n}-ten Glied {\displaystyle a_{n}(x)} der durch
{\displaystyle a_{n}(x):={\begin{cases}x,&{\text{falls }}n=1\\x^{a_{n-1}(x)},&{\text{falls }}n>1\end{cases}}}
rekursiv definierten Folge {\displaystyle (a_{n}(x))} überein. Diese wird als Partialturmfolge bezeichnet und mit dem unendlichen Potenzturm identifiziert (analog zum Begriff der unendlichen Reihe).

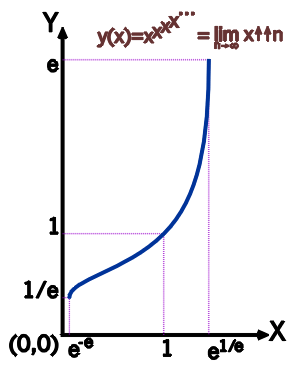

Ist {\displaystyle (a_{n}(x))} konvergent mit dem Grenzwert {\displaystyle A(x),} dann heißt der (unendliche) Potenzturm konvergent mit
{\displaystyle x\uparrow \uparrow \infty =x^{x^{{}^{.\,^{.\,^{.\,}}}}}=A(x).}
Schon Leonhard Euler hat erkannt, dass der Potenzturm
{\displaystyle x\uparrow \uparrow \infty =x^{x^{{}^{.\,^{.\,^{.\,}}}}}\qquad {\text{f}}{\ddot {\text{u}}}{\text{r}}\;x\in \mathbb {R} ^{\geq 0}}
genau dann konvergiert, wenn
{\displaystyle 0{,}065988\approx {\frac {1}{e^{e}}}=e^{-e}\leq x\leq e^{\frac {1}{e}}\approx 1{,}444668.}
Die dadurch definierte Funktion
{\displaystyle A\colon [e^{-e},e^{\frac {1}{e}}]\to [{\tfrac {1}{e}},e],\quad A(x)=x^{x^{{}^{.\,^{.\,^{.\,}}}}}}
ist streng monoton wachsend und bijektiv. Ihre Umkehrfunktion ist gegeben durch
{\displaystyle A^{-1}\colon [{\tfrac {1}{e}},e]\to [e^{-e},e^{\frac {1}{e}}],\quad A^{-1}(x)=x^{\frac {1}{x}}}.